# Aubrieta x cultorum
Aubrieta x cultorum er en lav, stedsegrøn staude med en pudeformet eller tæppedannende vækst. Skuddene er svage og har glat, grøn bark. 

## Beskrivelse
Bladene er modsatte og ægfor-mede til elliptiske eller spatel-formede. Randen er hel eller groft tandet, og både over- og underside er behåret og blågrøn. 
Blom-sterne ses i det tidlige forår, af og til i marts, men ellers i april. De sidder i små, endestillede klaser. De enkelte blomster er blåviolette, gammelrosa eller lyse-røde (alt efter sorten). Frugten er en rund eller aflang skulpe. Frøene modner ikke, eller også er hybriden steril.
Rodnettet består af tæt fordelte trævlerødder. De nedliggende skud slår rod, hvor forholdene gør det muligt.
Højde x bredde og årlig tilvækst: 0,10 x 0,10 m (10 x 10 cm/år). 

## Hjemsted
Hybrider har som sådan intet økologisk hjemnsted, men denne krydsnings stamarter vokser ovenfor skovgrænsen på kalkholdige bjerge fra Sicilien østpå til Iran. 
På bjerget Olympos i Mellemgrækenland vokser den ene af arterne, almindelig blåpude (Aubrieta deltoidea), på kalkstens-klipper sammen med bl.a. balsamrøllike, Erysimum olympicum, Saxifraga semperviva, snepude, stenærenpris og Viola graeca.